# Vlademir Abaschidse
Herzog Vlademir Abaschidse (* 13. Mai 1785; † 29. Maijul. / 10. Juni 1831greg.; russisch oder slawisch geschrieben Уладзімер Абашыдзэ) war ein Mitglied des georgischen Herrschergeschlechts Abaschidse. Er war Generalmajor der kaiserlichen russischen Armee. Die Abaschidse erhielten nach dem Anschluss von Georgien an Russland den Adelstitel, womit auch er zum Adligen wurde.

## Familie
Die Abaschidse-Familie ging möglicherweise aus dem mittelalterlichen georgischen Adelshaus Liparitid-Orbeliani hervor. Laut Familienlegende soll sie allerdings von einem abessinischen Offizier namens Abaschi abstammen, der im 8. Jahrhundert Marwan ibn Muhammads arabische Armee nach Georgien begleitete. Abaschi blieb in Georgien und wurde geadelt, als er den georgischen Kronprinz vor einem Wolf rettete.
Die ersten Aufzeichnungen über die Abaschidse stammen vom Ende des 15. Jahrhunderts. In den 1540er Jahren war die Familie bereits im Besitz eines beträchtlichen Lehens im östlichen Teil des Königreichs Imeretien, welches den Namen Saabaschidseo (georgisch სააბაშიძეო, „[das Land] der Abaschidse“) trug.
Den Höhepunkt ihrer Macht erreichte die Familie um 1800, als sie im Besitz von 78 Dörfern, mehreren Schlössern, Burgen, Kirchen und Klöstern sowie 1.500 leibeigenen Haushalten war. Prinz Georg-Malakia Abaschidse war nicht nur der mächtigste Vasall der imeretischen Krone, sondern agierte auch als Königsmacher und war von 1702 bis 1707 de facto selbst König. Eine Linie in Ostgeorgien bildete sich, als Erekle II., König von Kartlien und Kachetien, 1774 seinem Schwiegervater Prinz Saal Abaschidse und seinen männlichen Nachkommen Güter in Kachetien bewilligte. Eine Linie etablierte sich auch in Kartlien in der Person von Vachuschti Abaschidse. Etwas früher im 18. Jahrhundert lief ein Vertreter der imeretischen Linie zur osmanischen Regierung über und zog nach Batumi, wo seine Nachkommen das Amt des Sandschakbey innehatten.
Die Angliederung von Imeretien an Russland 1810 beendete das Fürstentum von Saabaschidseo. Fortan wurde die Familie mit anderen Adelsfamilien des Russischen Kaiserreichs gleichgestellt, jedoch am 20. September 1825 wieder als fürstlich anerkannt. Am 29. Juli 1876 wurde Fürst Simon Abaschidse (1837–1891) das Recht zuerkannt, den Namen und das Wappen seines Schwiegervaters, des späten ukrainischen Adligen Semena Dawydowitscha Gorlenko für sich und seine männlichen Nachkommen anzunehmen (Abaschidse-Gorlenko, russisch Абашидзе-Горленко), allerdings verstarb dieser ohne männliche Erben.
Die Familie hat bis ins 21. Jahrhundert überlebt und einige angesehene Politiker, Schriftsteller und weitere Personen des öffentlichen Lebens hervorgebracht.

## Besitz
Die Familie Abaschidse war im Besitz von Schloss Leal, Heinrichshof, Sippa und Matzal. Nach dem Tod von seinem Vater (unbekannt) erbte er viele Lehenswesen der Familie.

### Rittergut Matzal
Herrenhaus auf dem Gut Matzal (2010)
Das aus dem Mittelalter stammende Gut gehörte zuerst dem Deutschen Orden, später den Familien von Derfelden, von Manderstierna, von Stackelberg, von Nasackin, von Uexküll und von Hoyningen-Huene. Das aus drei getrennten Blöcken bestehende frühklassizistische Hauptgebäude wurde Ende des 18. Jahrhunderts gebaut und im 19. Jahrhundert umgebaut.

### Schloss Leal
Herrenhaus (Schloss) Leal (2008)
Das Gut wurde im Mittelalter als eine gemeinsame Burg des Deutschen Ordens und des Bistums Saare-Lääne/Oesel-Wiek gegründet. Später gehörte es den Familien Tott, von Stackelberg, von Wistinghausen sowie von Buxhoevden. Das majestätische zweistöckige klassizistische Hauptgebäude wurde 1824 errichtet. Heute befindet sich dort das Museum von Lihula/Leal.

### Gut Heinrichshof
Das Dorf Kolu bestand ab 1482 und wurde 1495 in Kollow umbenannt, das Gut war zunächst als Hof Corpes bekannt. 1771 wurde das Gut abgetrennt und später wieder dem Dorf Kolu zugeordnet. Das eigentliche Rittergut wurde 1772 gegründet und gehörte der Adelsfamilie von Ungern-Sternberg. Das neogotische Hauptgebäude wurde in den 1860er Jahren errichtet. Anfang des 20. Jh. wurde es in kleinerem Umfang und in veränderter Form wiederaufgebaut. Heute ist es im Privatbesitz.

### Gut Sippa
Sippa (estnisch Sipa) war ein Beigut zum Schloss Leal und war ab 1765 gemeinsam mit dem Gut Pennijöggi in einer Hand. Ab 1853 war es ein Hof und ist heute das Dorf Sippa. Es gehörte längere Zeit den Adelsfamilien von Fersen und von Wetter-Rosenthal. Das in der zweiten Hälfte des 18. Jahrhunderts errichtete barocke Hauptgebäude wurde nach einer Brandstiftung im Jahre 1905 in seiner ursprünglichen Form wiederaufgebaut. Im Haus sind eine Schule, das lokale Kulturhaus untergebracht und es bietet Räume für die Gemeindeverwaltung an. Sehenswert sind die Rokoko-Verzierungen der Giebel.

## Bildung

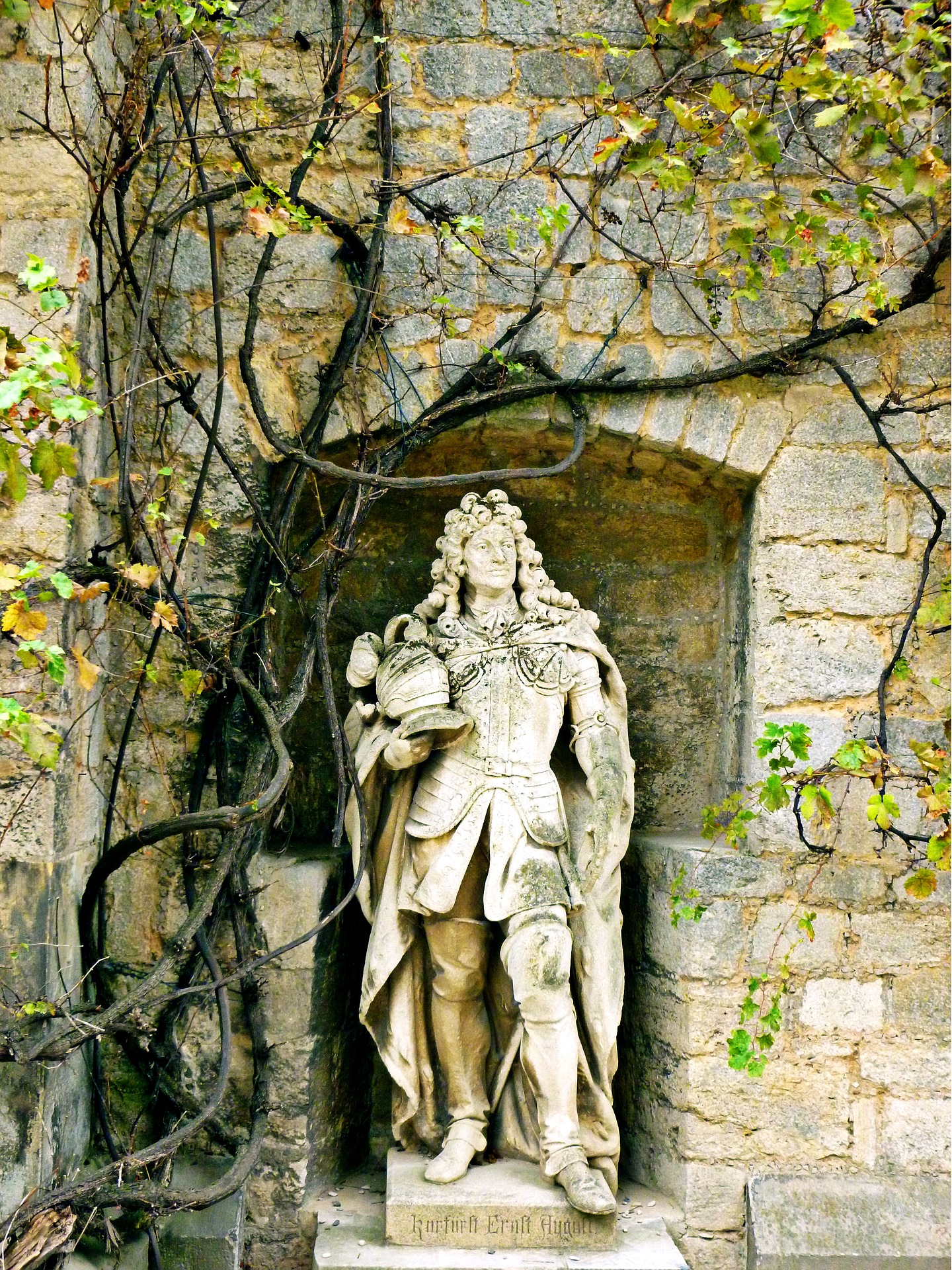
Vlademir Abaschidse

Er erhielt seine Bildung in dem Kadettenhaus zu Berlin und trat 1801 auf Wunsch von Zar Alexander I. als Fähnrich in das russische Semjonowskoje-Leibgarderegiment ein. Wegen seiner bei Austerlitz, wo er verwundet wurde, Preußisch Eylau und Friedland bewiesenen Tapferkeit zum Hauptmann befördert, kam er 1812 beim Einfall Napoleons in Russland als Generalquartiermeister zum Wittgensteinschen Korps. Er wurde zur Belohnung für seine kühne Verteidigung einer Brücke im Kampf um Polozk zum Generalmajor befördert.

## Ehrungen
- Ehrendegen, 1805
- Georgskreuz, 4. Klasse 1807, 1. Klasse 1829
- Pour le Mérite, 1807
- Degen mit Brillanten, 1812
- Andreasorden, 1828
- Schwarzer Adlerorden mit Brillanten, 1830
- Ehrendegen mit Edelsteinen, 1830
- Ehrenmitglied der Russischen Akademie der Wissenschaften
- In Leipzig gibt es eine Yorck-Diebitsch-Straße.
- In der Walhalla ist eine Büste von Hans Karl von Diebitsch zu sehen.